# Anna Orłowska (naukowiec)
Anna Orłowska – polska doktor habilitowany nauk weterynaryjnych, asystent w Państwowym Instytucie Weterynaryjnym – Państwowym Instytucie Badawczym, specjalistka od wirusologii.

## Kariera naukowa
W 2004 roku w Szkole Głównej Gospodarstwa Wiejskiego w Warszawie uzyskała tytuł magistra inżyniera biotechnologii. W 2005 roku została zatrudniona w Państwowym Instytucie Weterynaryjnym – Państwowym Instytucie Badawczym, gdzie w 2012 roku uzyskała stopień doktora nauk weterynaryjnych na podstawie rozprawy pt. Charakterystyka molekularna szczepów terenowych i szczepionkowych wirusa wścieklizny w aspekcie doustnego uodparniania lisów w Polsce, której promotorem był Jan Franciszek Żmudziński. W 2023 roku ten sam instytut nadał jej stopień doktora habilitowanego nauk weterynaryjnych na podstawie pracy pt. Występowanie wirusów zoonotycznych w populacji nietoperzy w Polsce.